# Schizaeoisporites
Genre
Schizaeoisporites est un genre fossile de plantes de la famille des Schizaeaceae.

## Distribution
Selon Paleobiology Database, en 2022, les fossiles sont découverts en Inde, Chine, Argentine, et Norvège.

## Liste des espèces
Selon Paleobiology Database, en 2022, les espèces décrites sont au nombre de huit :
- †Schizaeoisporites crassimurus Dutta & Sah, 1970
- †Schizaeoisporites dorogensis Potonié, 1951
- †Schizaeoisporites ghoshii Ramanujam, 1967
- †Schizaeoisporites minimus Ramanujam, 1967
- †Schizaeoisporites minor Pocock, 1964
- †Schizaeoisporites phaseolus Delcourt & Sprumont, 1955
- †Schizaeoisporites pseudorogensis Weyland &Greifeild, 1953
- †Schizaeoisporites sinuata Ramanujam, 1967[1]

## Classification
Le nom correct complet (avec auteur) de ce taxon est Schizaeoisporites R.Potonié ex A.Delcourt & G.Sprumont, 1955.